# 伊坂重春
伊坂重春（いさか しげはる、1951年 - ）は、日本の建築家。一級建築士。株式会社伊坂デザイン工房代表。武蔵野美術大学非常勤講師。
北海道生まれ。1976年武蔵野美術大学産業デザイン学科卒業。髙島屋設計部やスタジオA、江平建築設計事務所などを経て、1983年東京で、佐藤（伊坂）道子と共に、伊坂デザイン工房を設立した。1995年（平成7年）より武蔵野美術大学非常勤講師。1998年には渡辺邦夫とともに、親族の伊坂重孝が社長を務めた札幌テレビ放送のイベントホール「札幌メディアパーク・スピカ」の設計に携わり、デザインを担当した。
親族に札幌学院大学元理事長で、札幌テレビ放送元社長の伊坂重孝や、学校法人札幌学院大学専務理事を務めた伊坂員維がいる。

## 主な受賞歴
- 札幌市都市景観賞
- JCDデザイン賞大賞
- 商環境デザイン賞
- SDA賞
- グッドデザイン賞建築環境部門

## 主な作品
札幌メディアパーク・スピカ（デザインを担当）